# East Brewton
East Brewton is een plaats (city) in de Amerikaanse staat Alabama, en valt bestuurlijk gezien onder Escambia County.

## Demografie
Bij de volkstelling in 2000 werd het aantal inwoners vastgesteld op 2496.
In 2006 is het aantal inwoners door het United States Census Bureau geschat op 2509, een stijging van 13 (0,5%).

## Geografie
Volgens het United States Census Bureau beslaat de plaats een oppervlakte van
9,1 km², geheel bestaande uit land.

## Plaatsen in de nabije omgeving
De onderstaande figuur toont de plaatsen in een straal van 24 km rond East Brewton.